# Países Bajos en los Juegos Olímpicos de Sapporo 1972
Los Países Bajos estuvieron representados en los Juegos Olímpicos de Sapporo 1972 por un total de 11 deportistas que compitieron en 2 deportes.  
La portadora de la bandera en la ceremonia de apertura fue la patinadora de velocidad Atje Keulen-Deelstra.

## Medallistas
El equipo olímpico neerlandés obtuvo las siguientes medallas:
| Nombre               | Deporte               | Competición |
| -------------------- | --------------------- | ----------- |
| Oro                  |                       |             |
| Ard Schenk           | Patinaje de velocidad | 1500 m M    |
| Ard Schenk           | Patinaje de velocidad | 5000 m M    |
| Ard Schenk           | Patinaje de velocidad | 10 000 m M  |
| Stien Baas-Kaiser    | Patinaje de velocidad | 3000 m F    |
| Plata                |                       |             |
| Kees Verkerk         | Patinaje de velocidad | 10 000 m M  |
| Atje Keulen-Deelstra | Patinaje de velocidad | 1000 m F    |
| Stien Baas-Kaiser    | Patinaje de velocidad | 1500 m F    |
| Bronce               |                       |             |
| Atje Keulen-Deelstra | Patinaje de velocidad | 1500 m F    |
| Atje Keulen-Deelstra | Patinaje de velocidad | 3000 m F    |